# ノーザン・エンジニアリング・インダストリーズ
ノーザン・エンジニアリング・インダストリーズ (Northern Engineering Industries) は、イギリスのエンジニアリング会社。10年以上にわたってタインサイドに本拠を置き、その地域における雇用を生み続けていた。現在は、タイン・アンド・ウィア、ニューカッスル・アポン・タインのゴスフォースである。

## 社史
1977年にクラーク・チャップマンとA・レイローリー・アンド・カンパニー (A. Reyrolle & Company) が合併してできた。合併されるまで、を拠点とし、クレーン (Clarke Chapman), 逆転歯車(A. Reyrolle & Company)とタービン(C・A・パーソンズ・アンド・カンパニー)を製造してきた。
1981年、ノーザンエンジニアリング産業はアマルガメイテッド・パワー・エンジリアリング (Amalgamated Power Engineering; 'APE') を買収した。APEは、1880年創業でベッドフォードを拠点とするW.H. アレンと1867年創業でマンチェスターを拠点とするクロスレイ・エンジンズ (Crossley) が1968年に合併してできた先進的なエンジン製造会社である。
1989年、ロールス・ロイス・ホールディングスに買収された。

## 関連
- Clarke Chapman
- A. Reyrolle & Company
- C.A. Parsons and Company